# 道外农垦
道外农垦是中华人民共和国黑龙江省哈尔滨市道外区下辖的一个类似乡级单位。

## 行政区划
下辖以下地区：
道外农垦虚拟生活区。